# Homs
Homs (árabe: حمص, Ḥimṣ) anteriormente conocida como Emesa (griego: Ἔμεσα, Émesa), es la tercera ciudad más importante y poblada de Siria después de Damasco y Alepo. Tenía (hasta antes de la guerra) una población de unos 900 500 habitantes y es la capital de la gobernación de Homs, localizada al oeste del país. Ciudad industrial situada a 501 metros sobre el nivel del mar, junto al río Orontes, a 140 km al norte de Damasco, es también un importante centro carretero y ferroviario.
Las industrias de la ciudad comprenden refinamiento de petróleo, procesamiento de remolacha azucarera, textiles, joyería y obras metalúrgicas.
Es sede de la arquidiócesis metropolitana de Homs del Patriarcado de Antioquía.
En la actualidad, Homs se encuentra totalmente devastada por las batallas y bombardeos que la acechan durante la guerra civil siria. Desde el 2011 en adelante, el gobierno y los rebeldes sirios han luchado con violencia desmedida por el control de la ciudad, provocando un daño total y más de 13 000 muertos. Su población ha disminuido a menos de un tercio de lo que era y hoy no alcanza los 300 000, lo que se debe a la masiva emigración de ciudadanos que quieren salvarse de la guerra. La ciudad de Homs, se ha convertido en la localidad más dañada por el conflicto, con la mayoría de sus edificaciones y barrios destruidos.

## Etimología
"Emesa" es una composición de "Ham-Es", con el Es representando un acuerdo de los ciudadanos locales haciendo una reverencia al Dios del Sol (El-Gabal) en los tiempos de la antigüedad. El nombre "Emesa" o "Hemesa" es también atribuido a "Emesenoi", el nombre de la tribu árabe que habitó la zona antes de su incorporación al Imperio Romano. Que el nombre de la tribu estuviese vinculado a la ciudad es indiscutible, pero también se cree que los romanos usaron este nombre en su tiempo.
Émesa fue abreviado como Homs o Hims por sus habitantes árabes, muchos de los cuales se asentaron allí antes de la conquista musulmana de Siria. Este nombre ha sido preservado en el tiempo.
. Es también conocida como "la Chamelle" por los Cruzados, aunque ellos nunca gobernaron la ciudad. Una segunda posibilidad sobre el origen del nombre moderno de la ciudad es que se trate de la forma árabe del nombre en latín de la ciudad "Emesus", derivado del griego "Emesa" o "Emesos".

## Historia
Durante aproximadamente dos mil años, Homs ha actuado como un mercado agrícola clave, lugar de producción y centro de comercio para los campesinos del norte de Siria. Ha proporcionado igualmente servicios de seguridad al interior de Siria, protegiéndolo de las fuerzas invasoras. Las excavaciones en la Ciudadela de Homs indican que el asentamiento más primitivo en el lugar se remonta a alrededor del año 2300 a. C. Los eruditos bíblicos han identificado a la ciudad con Hamath-zobah de Zobah mencionada en la Biblia. En el año  1274 a. C., tuvo lugar una batalla entre las fuerzas del imperio egipcio bajo Ramsés II y el imperio hitita bajo Muwatalli II en la ciudad de Qadesh en el río Orontes cerca de Homs. Fue posiblemente la mayor batalla de carros que jamás se haya luchado, involucrando quizá a 5.000-6.000 carros.

### Dinastía emésida y el gobierno romano

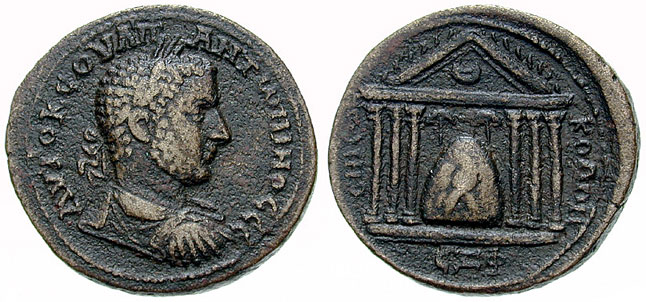
El templo de Emesa al dios del sol El-Gabal, con la piedra sagrada, en el reverso de esta moneda de bronce acuñada por el usurpador romano Uranio Antonino.

En tiempos antiguos Homs (entonces llamada Emesa) fue famosa por el culto a Baal, dios del sol. Estrabón solo menciona Aretusa en su Geografía, como un «lugar muy fuerte» de Sampsigeramos y de su hijo Iamblikhos, «filarcas» de Emesene, quienes se habían aliado con Quinto Cecilio Baso contra César en 47 a. C.; los traductores antes citados creían extraño que Estrabón no mencionara Emesa. Se ha pretendido que Emesa fue fundada por Seleuco I Nicátor quien estableció el imperio seléucida a la muerte de Alejandro Magno. Sin embargo, según Henri Seyrig, Emesa no parece haber recibido ninguna colonia griega y el completo silencio de los autores hace pensar en que no incrementó su visibilidad bajo los reyes seléucidas. Según Henri Seyrig, parece incluso que Posidonio, a quien Estrabón probablemente se refirió en relación con la alianza de los filarcas de Emesenes con Quinto Cecilio Baso, consideraba a los emesenes como una simple tribu, gobernada por sus jeques, y aún vacía de ninguna existencia urbana real; Según J. L. Whitaker, «Estrabón parece considerar a estos emesanos como una de las tribus de los habitantes de las tiendas (skénitai) quienes habitaban en la región al sur de Apamea". según Maamoun Abdulkarim, la ocupación de la colina de la ciudadela no confirma la existencia de un auténtico centro urbano en la llanura antes del período romano y excavaciones recientes han rechazado la existencia de vestigios precedentes al período romano bajo el perímetro de la actual ciudad, y la existencia de una dinastía emesana en la región, probablemente ubicada en Aretusa, atestigua la naturaleza secundaria de esta zona durante el período helenístico. Con la incorporación que hizo Pompeyo del estado seléucida de Siria al imperio romano en el año 64 a. C., la dinastía emesana fue confirmada en su gobierno como reyes clientes de los romanos para ayudar a sus tropas en varias guerras. En cu extensión más amplia, los límites del reino se extendían desde el valle de la Bekaa en el oeste hasta la frontera con Palmira en el este, y desde Yabrud en el sur hasta Rastán (Aretusa) en el norte. El reino de Sampsiceramo I, fue el primero de los clientes árabes de Roma en los límites del desierto.

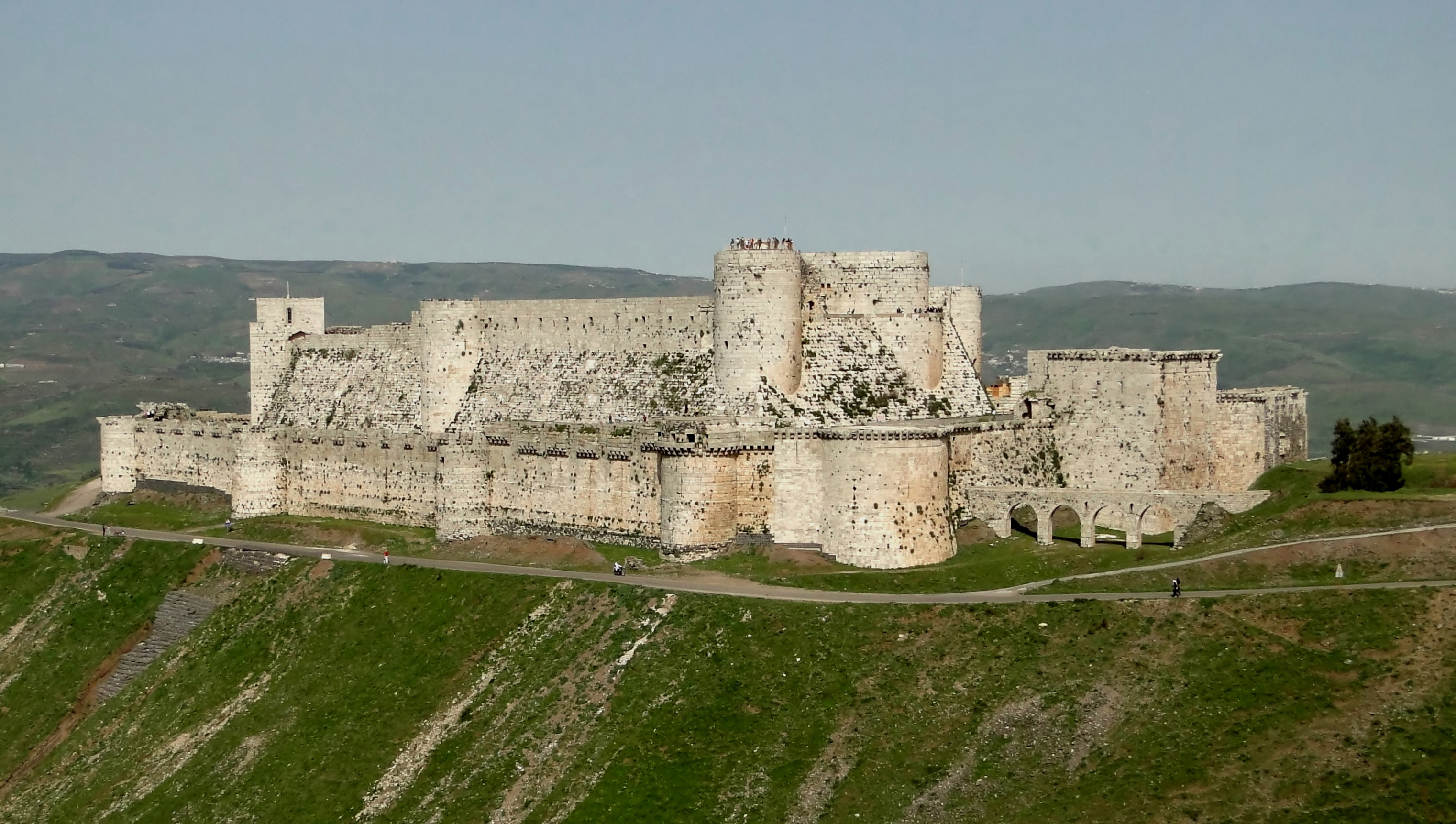
El Crac de los Caballeros, un lugar Patrimonio de la Humanidad de la UNESCO cerca de Homs.

La ciudad de Emesa alcanzó la prominencia después de la riqueza recién hallada de la dinastía emesana, gobernada primero por uno de los hijos de Sampsiceramo I, Yámblico I quien la convirtió en la capital del reino. Los emesanos demostraron su lealtad a Roma una vez más cuando ayudaron a Cayo Julio César en su asedio de Alejandría en 48 a. C., enviándole destacamentos del ejército. Posteriormente, se vieron implicados en la guerra civil romana entre el rebelde Marco Antonio y Octaviano. Yámblico I se puso de parte de Octaviano, así que animado por Antonio, el hermano de Yámblico Alexio I usurpó el trono y mató a Yámblico I en el año 31 a. C. Las fuerzas de Octaviano ganaron la guerra, sin embargo, y como resultado de ello, el trono del reino fue devuelto a Yámblico II (el hijo de Yámblico I) después de que Alexio I fuera ejecutado por traición. Bajo el estable gobierno de Yámblico II, emergió una nueva era de paz desde el año 20 a. C. hasta el 14, conocido como la «Edad de oro» de Emesa.[cita requerida] En 32, Heliópolis y el valle de la Bekaa pasaron al control del reino.
Las relaciones con el gobierno romano se hicieron más estrechas cuando el rey Soemio heredó el reino. Bajo él, Emesa envió a los militares romanos una leva regular de arqueros y los ayudó en su sitio de Jerusalén en 70. Soemio había muerto en el año 73 y le sucedió su hijo, Alexio II. A pesar del hecho de que la dinastía emesana fue una leal aliada de Roma, por razones que se desconocen el estado romano redujo el gobierno autónomo de la dinastía emesana. Alexio II y sus sucedores, los reyes sacerdotes, solo tuvieron autoridad ceremonial. No queda claro por qué ocurrió esto a la dinastía emesana. Alexio II murió en 78 y le sucedió su hijo Sampsiceramo III. Las generaciones posteriores a Alexio II, no están suficientemente documentadas para presentar una genealogía precisa. La integración de los estados clientes fue perseguida de manera activa bajo los flavios. Quizá ya tan pronto como en 72, pero ciertamente antes de 78, Sampsigeramo de Emesa fue depuesto y su principado incorporado a la provincia.
Bajo los romanos, Emesa comenzó a mostrar atributos de una ciudad estado griega y trazas de un planeamiento urbanístico romano que aún perduran. Su transformación en una gran ciudad se completó bajo el reinado del emperador Antonino Pío (138–161) cuando Emesa empezó a acuñar monedas. Para el siglo III, creció próspera y bien integrada en el Oriente romano. Esto se debió en parte al matrimonio del emperador Lucio Septimio Severo con Julia Domna, una mujer de una familia de notables residente en Emesa. Según un texto de Ulpiano (Digesto 50.15.1.4) y otro de Paulo (Digesto 50.15.8.6), Caracalla y Heliogábalo cada uno de ellos promovió Emesa al rango de una colonia y se le otorgó el ius Italicum; Eugène Albertini ha formulado una hipótesis sobre la revocación por Macrino de los privilegios otorgados por Caracalla y un restablecimiento de aquellos de Heliogábalo. Aquí nació el Emperador romano Heliogábalo en el 204 d. C.; sirvió como el sumo sacerdote en el templo de El-Gabal, el dios local del sol. Llevó la imagen de su dios, una piedra negra cónica, al Elagabalium de Roma.

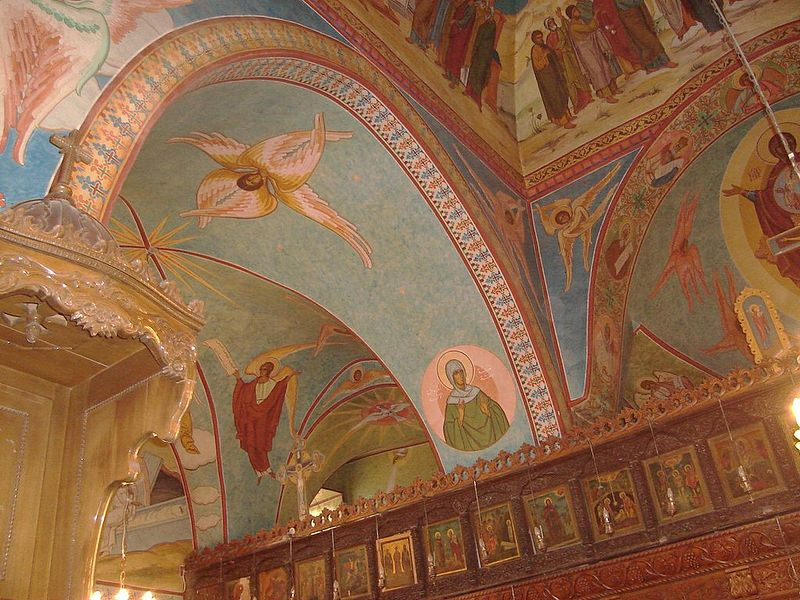
Frescos en el interior de la Iglesia de San Elián (del).

Emesa también creció en riqueza debido a que se alió con el comercio oriental que pasaba por Palmira, sin embargo, esta dependencia también causaron la caída de la ciudad cuando Palmira perdió importancia en el siglo IV. A pesar de todo, Emesa en esta época había ganado en rango con las importantes ciudades de Tiro, Sidón, Beirut, y Damasco. También siguió teniendo importancia local, porque era el centro comercial para los pueblos de los alrededores. La ciudad siguió siendo un centro fuerte de paganismo, debido al templo de El-Gabal. Después de una de sus victorias sobre Zenobia, el emperador Aureliano visitó la ciudad para dar las gracias a la deidad.
Debido a la fortaleza del culto pagano al sol en Emesa, los cristianos desde el principio sufrieron persecución en la ciudad. Eusebio escribe que Silvano, el primer obispo de la ciudad, no tenía jurisdicción sobre la ciudad, sino sobre los pueblos que la rodeaban. Allí fue ejecutado por el emperador Juliano y le sucedió el obispo Antonio—el primer obispo que se asentó en Emesa. Para el siglo V, el cristianismo estaba bien establecido bajo el Imperio bizantino; y muchas inscripciones cristianas antiguas existen hoy en Homs. La Iglesia de San Elián conmemora al hijo de un gobernador romano de Emesa que llegó a ser mártir cristiano. Actualmente hay numerosas iglesias para la comunidad cristiana, y en 1957 se descubrieron varias catacumbas (antiguas cámaras mortuorias subterráneas de los cristianos) algunas de ellas de los siglos I y II. Bajo los bizantinos, la ciudad se convirtió en un importante centro de la Cristiandad oriental. Inicialmente una diócesis, a Homs se le dio el estatus de provincia eclesiástica después del descubrimiento de la cabeza de Juan el Bautista en una zona cercana en 452.
Durante la guerra bizantino-sasánida (602-628), Emesa cayó en 613 en manos de Shahrbaraz y estuvo bajo dominio sasánica hasta casi el final de la guerra.

### Dinastía y califatos árabes
Antes de la conquista musulmana de Siria, las tribus árabes, particularmente los Banu Kalb se asentaron en los alrededores de Emesa, asegurando su posición como un importante centro yamaní. El emperador bizantino Heraclio abandonó la ciudad—que sirvió como cuartel general—después de la derrota de su ejército por los musulmanes de Rashidun bajo el califa Umar ibn al-Khattab durante la batalla de Yarmuk en la Siria meridional. En el año 637, el ejército rashidun liderado por Jalid ibn al-Walid capturó Emesa pacíficamente porque sus habitantes estuvieron de acuerdo con pagar un sustancioso rescate de 71.000 a 170.000 dinaress. El califa Umar eligió Homs como la capital de Jund Hims, un distrito de la provincia de Bilad al-Sham, abarcando las ciudades de Latakia, Jableh, y Tartus a lo largo de la costa, Palmira en el desierto sirio y el territorio en medio, incluyendo la ciudad de Hama. Homs fue probablemente la primera ciudad en Siria que tuvo una significativa población musulmana.
Los musulmanes transformaron la mitad de la iglesia de San Juan en la mezquita de los viernes de la ciudad (Gran mezquita de al-Nuri) y Homs pronto se convirtió en el centro de la piedad islámica desde que unos 500 compañeros de Mahoma se asentaron aquí después de su conquista. El monumento más interesante de la ciudad es la tumba de Jálid ibn al-Walid, el guerrero que introdujo la religión islámica en Siria en 636 d. C. También están aquí las tumbas de su hijo Abd al-Rahman, y Ubaid Allah, el hijo del califa Umar. Durante el conflicto entre los omeyas y Alí, los habitantes de Homs se aliaron con Alí y cuando más tarde fue derrotado, el califa omeya Muawiya ibn Abi Sufyán separó la mitad norte de Jund Hims para formar un distrito separado, Jund Qinnasrin, aparentemente como castigo. El oratorio de Alí (mash-had 'Ali) estaba en la ciudad, y la tradición islámica pretende que sus huellas dactilares están gravadas en él. A pesar de la represión de los omeyas, Homs siguió siendo el centro del chiismo durante un poco de tiempo más. Como una plaza fuerte de los Banu Kalb, la ciudad se vio involucrada en los conflictos de estos últimos con la facción tribal de los Qays. El último califa omeya, Marwan II, disfrutó del apoyo de los Qais y posteriormente derribó las murallas de la ciudad en respuesta a una rebelión de los Banu Kalb.

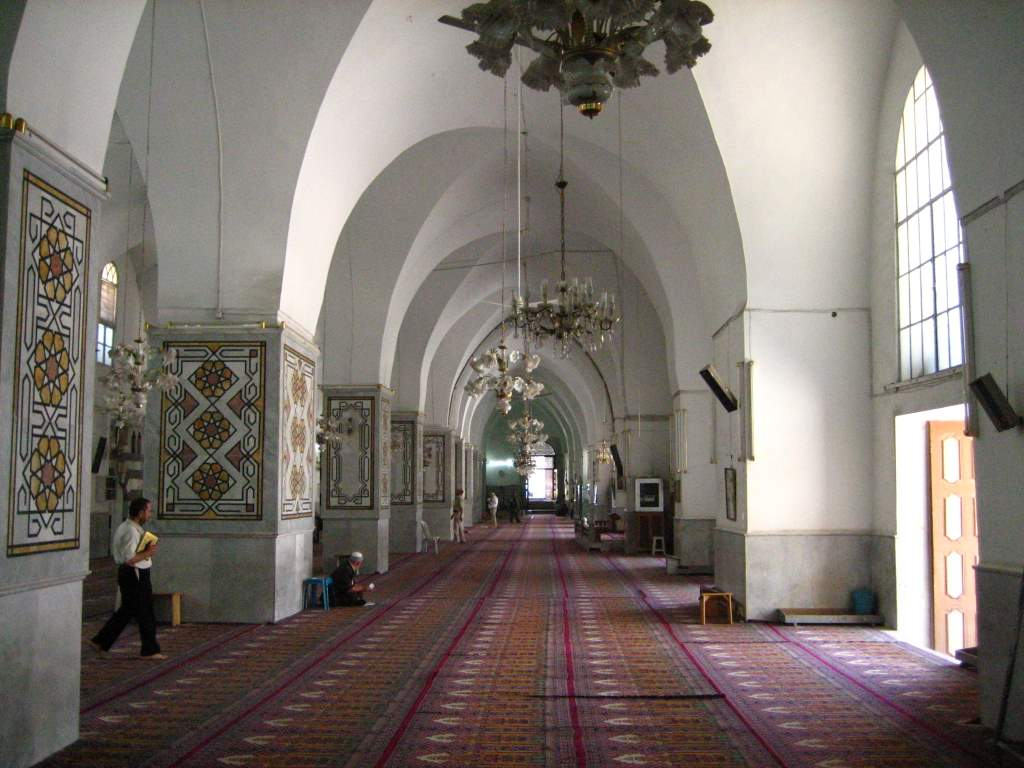
El interior de la Gran mezquita de al-Nuri

En 750 los abásidas arrebataron el control de Siria, incluida Homs, a los omeyas, y las tribus árabes se rebelaron. A pesar de la prosperidad que Homs experimentó en esta época, el gobierno abásica no fue, en general, bienvenido, a pesar de todo. Durante y después del reinado del califa Harun al-Rashid (796–809), las autoridades abásidas enviaron numerosas expediciones punitivas contra Homs. Bajo el reinado del califa al-Mutawakkil, en octubre de 855, la población cristiana se rebeló en respuesta a la fiscalidad adicional. El califa aplastó la revuelta expulsando a los cristianos de la ciudad, quemando sus iglesias y ejecutando a sus dirigentes.
Cuando el gobierno abásida del califato se debilitó a mediados del siglo IX, Homs fue deseada por las dinastías rebeldes que combatían por el control de Siria, debido a la estratégica posición de la ciudad. Inicialmente, los tuluníes basados en Egipto pasaron a controlarla, pero se vieron obligados a irse por los hamdánidas con base en Alepo, quienes fueron brevemente sucedido por los cármata, después de que el aliado rebelde turco de los últimos Aftakin invadió el norte de Siria y tomó Homs como su base. En 891 el geógrafo musulmán Ya'qubi anotó que Homs se situaba a lo largo de un ancho río que servía como fuente de agua potable para sus habitantes. Era entonces una de las ciudades más grandesde Siria y tenía varios distritos menores que la rodeaban. En 944 los hamdánidas tomaron control definitivo de la ciudad, dominándola hasta 1016. El geógrafo árabe Al-Masudi afirma que a principios del siglo X Homs «destacaba por la belleza personal de sus habitantes». En 985 al-Muqaddasi escribió que Homs era la ciudad más grande de toda Siria, pero que había sufrido «grandes desgracias» y que estaba «amenazada de ruina». Afirmó que cuando la ciudad fue conquistada por los musulmanes convirtieron la mitad de su iglesia en mezquita.
Durante unos treinta años durante el siglo X, Homs fue saqueada por los bizantinos y sus habitantes se vieron sometidos a una matanza y al saqueo mientras que la ciudad de la mezquita fue brevemente restaurada como iglesia. A lo largo de la mayor parte del siglo XI, las razias bizantinas retrocedieron en gran medida y los mirdásidas de la tribu Banu Kilab gobernaron Homs, reemplazando a los hamdánidas. Inclinados hacia el islam chiita, no se opuso al califato fatimí chiita de Egipto que pretendía extender su gobierno hasta el norte de Siria e Irak por aquel entonces. Esto precipitó una reacción suní liderada por los turcos selyúcidas quienes ocuparon Homs bajo el liderazgo de Aq Sunqur al-Hajib en 1090.

### Selyúcidas, ayúbidas y mamelucos

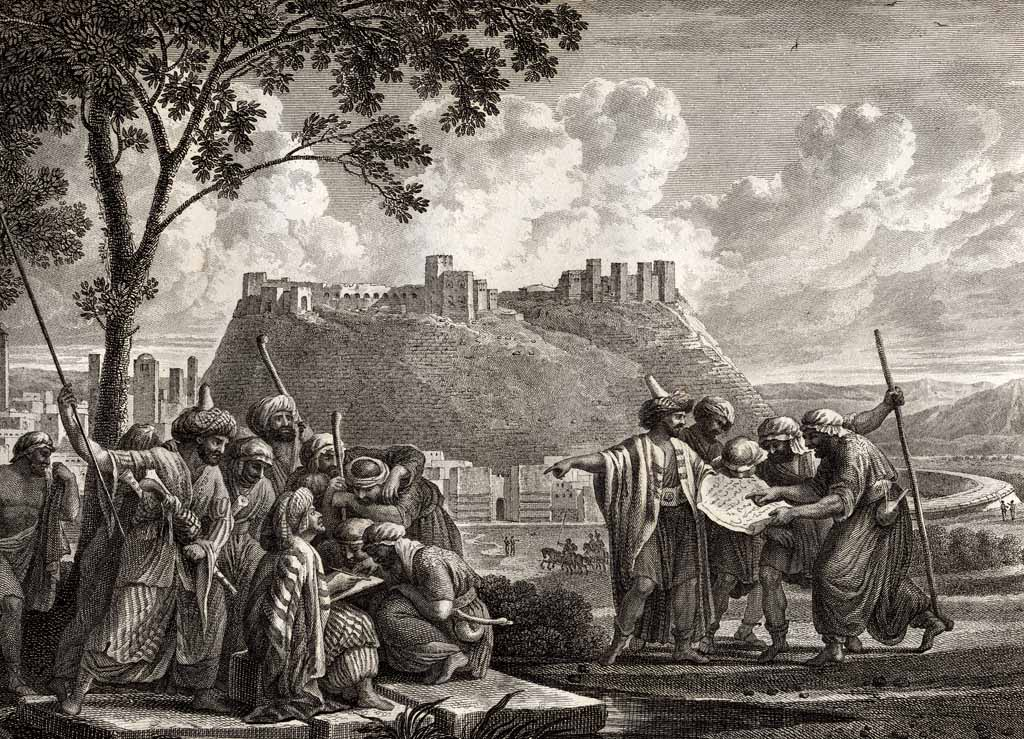
Ilustración romántica de Homs por Louis-François Cassas. El artista en primer plano aparece haciendo un apunte de la Ciudadela de Homs, rodeado de sus guardias y los curiosos habitantes locales

La Primera Cruzada se lanzó en 1096, y en 1098, los cruzados tomaron Antioquía al noroeste, saquearon Maarat an-Numan, y finalmente asediaron la propia Homs. Aunque lograron separar a la ciudad de su principal puerto, Tartus, fracasaron en la toma de la ciudad. Poco después, Homs pasó al control del gobernante selyúcida de Damasco quien la transformó en un campamento grande y fortificado con lo que impidió eficazmente que los cruzados se adentraran más en territorio musulmán. Inmune a los ataques, Homs se convirtió en un punto en el que los musulmanes podían reunir las tropas y lanzar ataques contra los territorios cruzados a lo largo de la costa mediterránea. A principios del siglo XII, los selyúcidas se vieron involucrados en lucas internas, durante las cuales Homs era a menudo un trofeo deseado. En 1149 los zanguíes, con sede en Mosul, bajo Nur al-Din capturaron la ciudad.
El geógrafo musulmán Al-Idrisi anotó en 1154 que Homs estaba poblado, tenía calles pavimentadas, poseía una de las mezquitas más grandes de Siria, contenía mercados abiertos y estaba frecuentado por viajeros atraídos por sus «productos y rarezas de todo tipo». También señaló que sus residentes eran «agradables; vivir con ellos es fácil, y sus maneras so agradables. Las mujeres son hermosas, y célebres por su bella piel». Una serie de terremotos en 1157 infligieron graves daños a Homs y su fortaleza, entonces en 1170, un sismo menor acabó con la última. Sin embargo, debido a su importancia estratégica, frente al cruzado Condado de Trípoli, la ciudad y sus fortificaciones se restauraron pronto. En 1164 Nur al-Din concedió Homs a Shirku como un feudo, pero lo reclamó cinco años después tras la muerte de Shirkuh. El sobrino de este último, Saladino, obtuvo el control de la ciudad en 1175 y en 1179, después de reorganizar sus territorios en el norte de Siria, resturó el feudo a su dinastía ayubí. Los descendientes de Shirkuh conservaron Homs durante casi un siglo hasta 1262 con la muerte de al-Ashraf Musa. En 1225 el geógrafo árabe Yaqut al-Hamawi mencionó que Homs era grande, célebre y amurallada, teniendo un castillo fuertemente fortificado en su colina meridional.
Hacia el final del gobierno ayubí, Homs siguió siendo una pieza central de las guerras entre ellos y los cruzados, así como conflictos internos con el imperio mongol y los mamelucos. La primera batalla entre los mongoles y los mamelucos tuvo lugar el 10 de diciembre de 1260, y acabó en una decisiva victoria mameluca. Una segunda batalla se combatió el 29 de octubre de 1281, acabando igualmente con una victoria mameluca. Los mamelucos fueron finalmente derrotados en la Wadi al-Jazandar, también conocida como la «tercera batalla de Homs», en 1299.
Homs declinó políticamente después de caer bajo los mamelucos a las órdenes de Baibars porque sus campañas efectivamente expulsaron a los cruzados y a los mongoles de toda Siria. A comienzos del siglo XIV, la ciudad fue simplemente la capital de la más pequeña provincia de Siria y a menudo estuvo unida a la provincia de Damasco. Ibn Batuta visitó Homs en 1355, escribiendo que tenía bellos árboles, buenos mercados y una «buena mezquita de los viernes», apuntando que todos sus habitantes eran árabes. Tamerlán capturó la ciudad en 1400. A pesar de ello, no la saqueó, cosa que sí hizo con Alepo, Hama y más tarde Damasco, debido a un hombre llamado «‘Amr bin al-Rawas» quien se concilió con él ofreciéndole preciosos regalos para salvar la ciudad. Más tarde en el siglo XV conforme la debilidad mameluca llevó la inseguridad al campo, Homs fue devastada por razias beduinas. En 1510 una poderosa tribu, liderada por al-Fadl bin Nu'ayr fue enviada en una expedición por el gobernador de Damasco para saquear los mercados de la ciudad pues Homs no había pagado compensación por sus «servicios»."

### Gobierno otomano

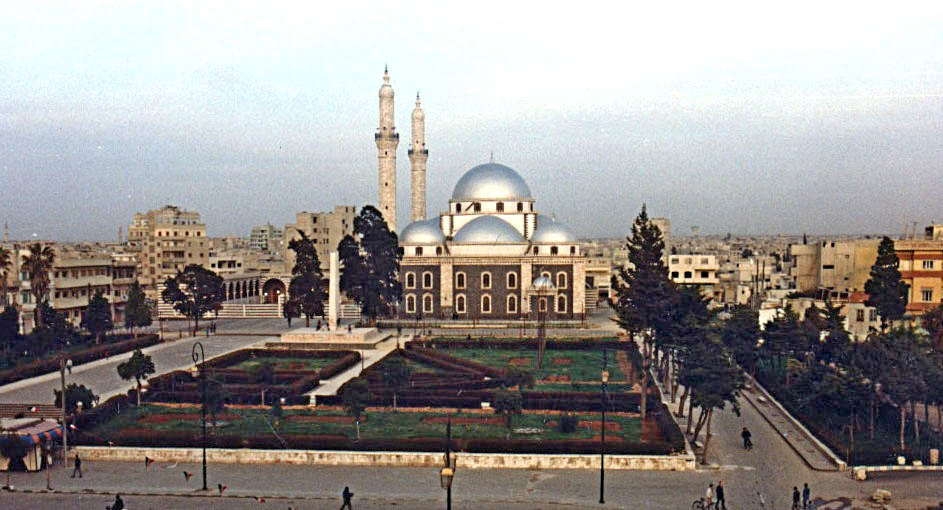
Mezquita de Jalid ibn al-Walid, un ejemplo de arquitectura otomana en Homs

En 1516 Homs fue incorporada al Imperio otomano y en consecuencia sufrió una gran eclipse político, pero continuó vital como centro económico, procesando los productos agrícolas y pastorales que fluían a ella desde los distritos que la rodeaban. Homs fue particularmente bien conocida por los tejidos de lana y seda, especialmente la alaja, que era una muselina moteada atravesada por hilos de oro y usada en trajes femeninos. Esta seda se exportaba hasta la capital otomana, Estambul. Además de las industrias tejedoras, había prensas de aceite de oliva y molinos de agua para el trigo y el sésamo, mientras que las vides y el arroz, crecían en las marismas de los alrededores desde el siglo XVI, se encontraban en abundancia en los mercados de la ciudad. Más aún, los mercados de Homs eran el centro de un comercio de ganado, donde rebaños de ovejas y cabras que procedían de Alepo se encontraban con camellos y ganado que se movía hacia el norte desde Damasco.
La llegada de los otomanos llevó a cambios administrativos a Homs, pues se convirtió en la ciudad capital del sanjak («distrito») de Homs, unido al eyalet («provincia») de Trípoli—su antigua rival. En esta época, un visitante francés anotó que las murallas de la ciudad y la ciudadela se encontraban en buen estado, pero que dentro todo estaba deteriorado y solo sus mercados cubiertos «conservaban su belleza». En 1785 el viajero francés, Volney escribió sobre la gran importancia que había tenido la ciudad y su actual condición «miserable». La describió como una localidad grande, pero arruinada, administrativamente dependiente de Damasco. Los otomanos hicieron poco por revitalizar Homs o asegurarla contra los ataques de los beduinos. La agitación tribal a lo largo de los siglos XVII y XVIII dieron como resultado el saqueo de sus mercados en varias ocasiones. La seguridad se vio aún más dificultada cuando en el siglo XVIII, los otomanos derribaron las puertas de los muros de la ciudad.
El campo de Homs vio un incremento de los ataques beduinos en la primera mitad del siglo XIX, interrumpidos por su ocupación por el Egipto de Muhammad Ali liderado por Ibrahim bajá entre 1832 y 1840. La ciudad se rebeló contra el gobierno egipcio y en consecuencia, la ciudadela fue destruida cuando los egipcios aplastaron la revuelta. El gobierno otomano se restauró pronto y hasta la década de 1860, Homs era suficientemente grande para formar una discrta unidad económica del comercio y el procesamiento de los productos agrícolas de sus pueblos satélites y las tribus beduinas vecinas.
La economía local se vio estimulada cuando el gobierno otomano extendió la seguridad a la ciudad y sus áreas circundantes; se establecieron nuevas aldeas y las antiguas fueron repobladas. Sin embargo, Homs se encontró enfrentada con la competición económica europea desde que se restauró el gobierno otomano. La importancia económica de Homs fue impulsada de nuevo durante la depresión de los años 1870, conforme su industria del algodón prosperó debido al declive de la producción textil europea. La calidad y el diseño de los productos de algodón de Homs satisfacían tanto a las clases altas como bajas de los mercados local, otomano y extranjeros. Hay alrededor de 5.000 telares en Homs y la cercana Hama, y un cónsul británico se refirió a Homs como la «Manchester de Siria».

### Era moderna
A lo largo del siglo XX la ciudad tuvo gran importancia política en el país y fue la residencia de varios jefes de Estado y otros altos funcionarios del gobierno. Durante el mandato francés, Homs formó parte del Estado de Damasco. En otoño de 1925, la ciudad se unió a Damasco y a los caciques drusos del sur en una revuelta en toda regla contra el dominio francés. En 1932, los franceses trasladaron su academia militar de Damasco a Homs para ser establecida en 1933, más tarde conocida como la Academia Militar de Homs, y esta se mantuvo como la única en Siria hasta 1967. Las autoridades francesas crearon una fuerza militar reclutada localmente como las Tropas especiales de Levante, en la que los alauitas ocuparon una posición privilegiada. La academia militar de Homs formó a los oficiales indígenas de estas Troupes Speciales du Levant. Dicha academia militar jugó un papel importante en los años posteriores a la independencia de Siria, ya que muchos de sus graduados pasaron a convertirse en oficiales de alto rango en el ejército sirio y muchos de ellos participaron en la serie de golpes de estado que tuvieron lugar después. Un ejemplo importante fue Hafez Al-Assad, quien se convirtió en el presidente de Siria desde 1971 hasta su muerte en 2000.
A principios de los años treinta fue construido un oleoducto entre Kirkuk y Trípoli que pasó por Homs siguiendo una antigua ruta de caravanas entre Palmira y el Mediterráneo. En 1949 se construyó al lado de la Universidad al-Baath un campamento de refugiados palestinos para dar cobijo a los palestinos que fueron expulsados o huyeron de sus hogares (en el caso del campamento de Homs, de Haifa, Tiberíades y Acre) durante la guerra árabe-israelí de 1948. En 1959 fue construida una refinería para procesar parte de este aceite para el consumo interno. Dicha refinería fue bombardeado por la Fuerza Aérea Israelí (IAF) en 1973, durante la guerra de Yom Kipur.

### Guerra civil siria: Batalla de Homs
Véase: Guerra Civil Siria y Sitio de Homs

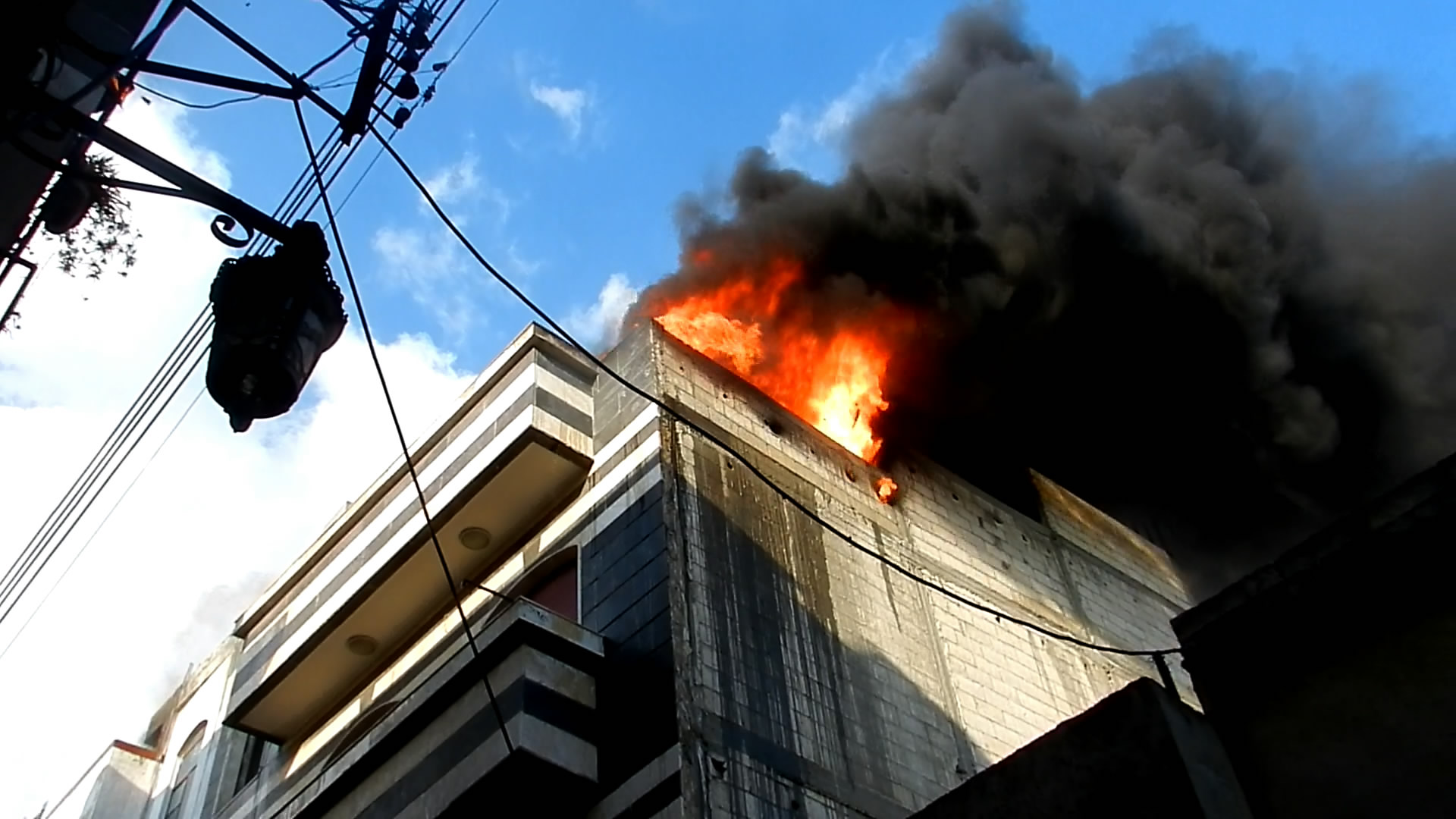
Edificio en llamas tras un bombardeo del ejército sirio.

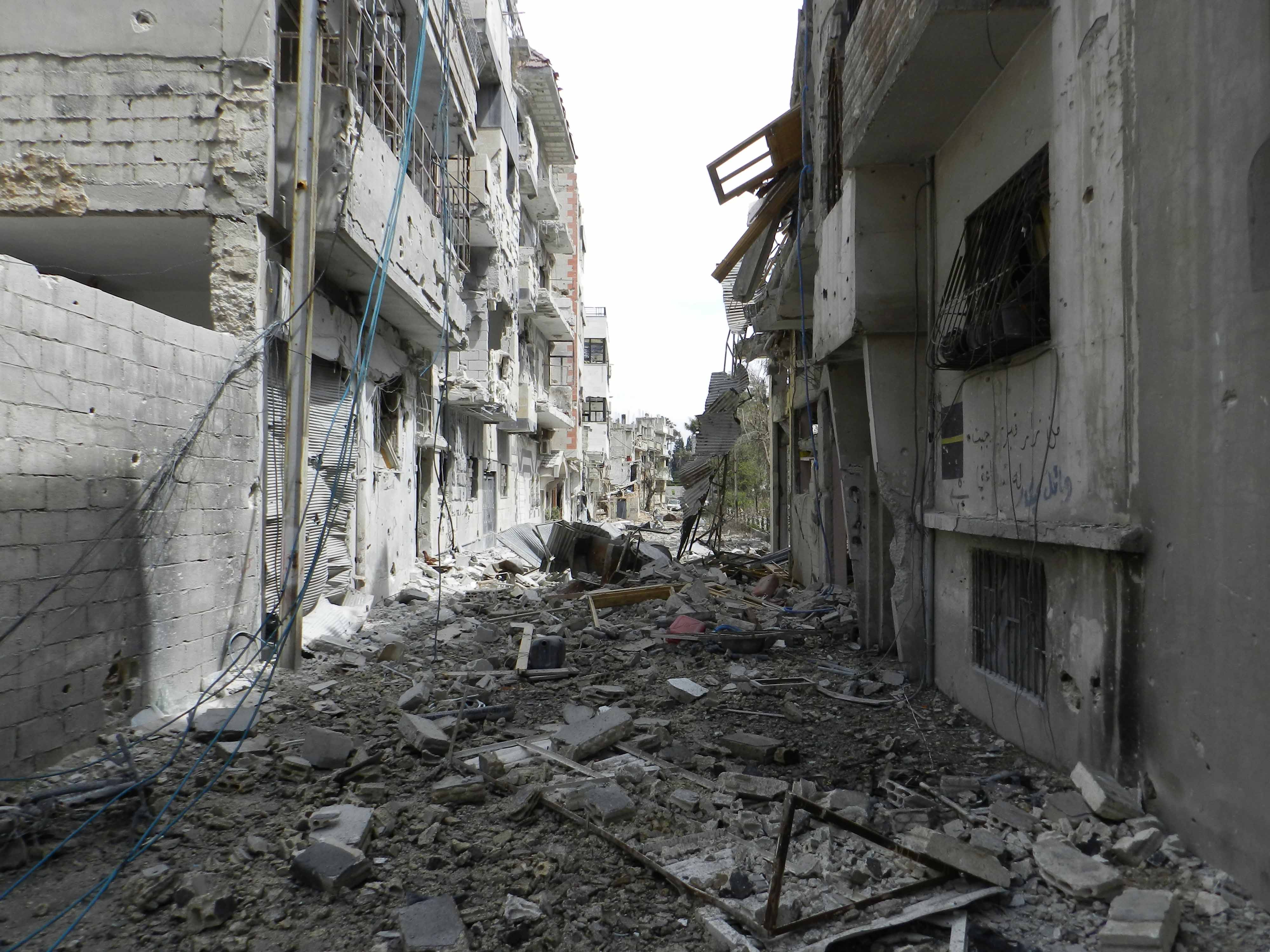
La ciudad de Homs destruida por la guerra.

Luego de que en 2011 estallara una revolución en Siria, la ciudad de Homs fue convirtiéndose en un polémico punto de encuentro de todos los opositores del régimen. Diariamente había manifestaciones en contra del gobierno, muchas de ellas con una fuerte represión y violencia. Tras la fuerza desmedida usada por el gobierno, que causó varias muertes, buena parte de la población civil se comenzó a armar e inició una lucha armada en contra del ejército gubernamental. A partir del 6 de mayo de 2011, la ciudad ha estado asediada por las fuerzas de seguridad y el ejército sirio. El gobierno sirio afirma que su objetivo son «bandas armadas» y «terroristas» en la zona. Según la oposición siria, Homs se ha convertido desde entonces una «ciudad deprimida», donde las autoridades regularmente bloquean las entregas de medicinas, alimentos y combustible para los habitantes de determinados distritos. Para junio, había enfrentamientos casi diarias entre los residentes que protestaban y las fuerzas sirias. Como resultado de todo ello, ha habido más muertos en Homs y sus alrededores que en otras zonas de Siria. Homs fue la primera ciudad siria donde imágenes al-Assad y su familia son rutinariamente arrancadas o borradas las caras donde las fuerzas sirias usaron artillería durante el alzamiento. El Centro para Documentar las Violaciones en Siria afirma que más de 1.770 personas han muerto en Homs desde que comenzó el alzamiento. Los combates se habían propagado por toda Siria, y para fines de 2011 el conflicto se había convertido en una guerra civil. Los opositores armados, junto a desertores del Ejército, habían formado distintos grupos «rebeldes» que luchaban por la libertad de su país y el derrocamiento del gobierno.
Homs se convirtió rápidamente en la ciudad más conflictiva y polémica de la crisis. Los rebeldes entraron en la ciudad y comenzaron a invadirla para tener su control. Esto provocó que el gobierno asediara la ciudad y comenzara una batalla contra sus enemigos, conocida actualmente como Sitio de Homs, enfrentamiento que sigue vigente. Luego de meses de lucha y ante el efectivo avance de los rebeldes, el ejército del presidente Bashar Al-Assad inició el 3 de febrero de 2012 un despiadado bombardeo que causó la muerte de más de 1000 personas en dos meses. Posterior a eso, el ejército inició un ataque terrestre en donde aumentaron aún más la violencia de la guerra. Por todo 2012, la ciudad comenzó a verse devastada por los combates que se vivían dentro de ella.
Ya para el año 2013, la batalla por Homs ha ido en un aumento incontrolado y los combates se vuelven cada vez más feroces. Por otro lado, el gobierno ha mantenido sistemáticamente sus bombardeos en zonas residenciales, causando miles de muertos y un daño enorme; barrios enteros han sido dañados y muchos de ellos completamente destruidos, cerca de 650 000 personas han abandonado la ciudad y otras 13 000 han muerto producto del conflicto. Homs se ha convertido en la ciudad más devastada de toda la guerra civil siria.
El 9 de diciembre de 2015, bajo un acuerdo negociado por las Naciones Unidas, los restos de las fuerzas antigubernamentales y sus familias, que habían estado sitiadas en el distrito de al-Wair durante tres años, empezaron a evacuar la ciudad.
El Observatorio Sirio de Derechos Humanos informó en diciembre de 2024 que habitantes de Homs "huyen en masa" ante avances de los islamistas de Hayat Tahrir al Sham (HTS) en la ofensiva en el noroeste de Siria de 2024

## Geografía
La gobernación de Homs es la más grande de Siria. Homs, capital de la provincia, está situada en el centro oeste de Siria, a lo largo de la orilla oriental del río Orontes en una zona especialmente fértil. La ciudad se encuentra entre los valores extremos meridionales de la Cordillera de Al-Ansariyah y el Monte Líbano, con vistas a la Brecha de Homs.  

Debido a la distancia, el área alrededor de Homs recibe muchas más precipitaciones que las regiones del interior, al norte y al sur. Al este de Homs, está el desierto de Siria.

El Lago Homs, es un lago artificial, creado por una gran represa de origen romano. El lago Homs está al suroeste de Homs, situado unos 125 kilómetros (78 millas) al sur de Alepo y 34 kilómetros (21 millas) al sur de Hama, a medio camino en la carretera entre la capital Damasco y Alepo. El río Orontes divide a la ciudad en dos secciones principales: Hacia el este, en un terreno plano se encuentra el centro de la ciudad y los principales barrios; al oeste, se encuentra el barrio más reciente y moderno de Al-Waer. La ciudad se extiende por una superficie de 4800 hectáreas (19 millas cuadradas).
Homs se encuentra a 162 kilómetros (101 millas) al norte de Damasco, a 193 km (120 millas) al sur de Alepo, a 47 km (29 millas) al sur de Hama y a 186 km (116 millas) al sureste de Latakia, en la costa mediterránea. Las ciudades y pueblos cercanos incluyen Al-Qusayr al suroeste, Fairouzeh en el sureste, Zaidal al este, Shin, Marmarita y Zweitina al oeste, Mashrafah al noreste, Al-Ghantoo, Talbiseh y Al-Rastan al norte y Hula hacia el noroeste.

## Demografía
Homs fue una de las ciudades de la Siria islámica más grandes en el siglo XII, con una población de 7000 habitantes. En el año 1785, los habitantes de Homs rondaban los 2000 y la población estaba dividida casi por igual entre musulmanes y cristianos ortodoxos griegos. Durante la década de 1860 se registró un aumento en la población hasta alcanzar entre 15 000 o 20 000 personas. En 1907, Homs tenía unos 65 000 habitantes, de los cuales dos terceras partes eran musulmanes y los restantes cristianos. En el censo 1981, la población ascendía a 346 871, llegando a sumar 540 133 en 1994. De acuerdo con el censo realizado en 2004 por la Oficina Central de Estadística de Siria, Homs tenía una población de 652 609 de los cuales el 51,5 % eran varones y el 48,5 % mujeres. En una estimación independiente de 2005 la ciudad tenía 750 000 habitantes, y en 2008 la población se estimaba en unos 823 000.
Población de Homs desde 1932.
| 65 000                                            | 137 217 | 215 423 | 306 000 | 346 871 | 540 133 | 729 657 | 652 609 | 750 000 | 798 781 | 845 752 | 900 492 |
| Los datos de 2012 son estimativos. (Fuente: Homs) |         |         |         |         |         |         |         |         |         |         |         |

| Población de Homs |
|                   |

## Clima
Dada la ubicación de Homs recibe suaves brisas del Mediterráneo. Como resultado, la ciudad tiene un clima mucho más suave que la cercana ciudad de Hama, con unas precipitaciones medias de 460 mm en lugar 360 mm, pero también experimenta mayores vientos.
| Parámetros climáticos promedio de Homs    | Parámetros climáticos promedio de Homs | Parámetros climáticos promedio de Homs | Parámetros climáticos promedio de Homs | Parámetros climáticos promedio de Homs | Parámetros climáticos promedio de Homs | Parámetros climáticos promedio de Homs | Parámetros climáticos promedio de Homs | Parámetros climáticos promedio de Homs | Parámetros climáticos promedio de Homs | Parámetros climáticos promedio de Homs | Parámetros climáticos promedio de Homs | Parámetros climáticos promedio de Homs | Parámetros climáticos promedio de Homs |
| Mes                                       | Ene.                                   | Feb.                                   | Mar.                                   | Abr.                                   | May.                                   | Jun.                                   | Jul.                                   | Ago.                                   | Sep.                                   | Oct.                                   | Nov.                                   | Dic.                                   | Anual                                  |
| ----------------------------------------- | -------------------------------------- | -------------------------------------- | -------------------------------------- | -------------------------------------- | -------------------------------------- | -------------------------------------- | -------------------------------------- | -------------------------------------- | -------------------------------------- | -------------------------------------- | -------------------------------------- | -------------------------------------- | -------------------------------------- |
| Temp. máx. media (°C)                     | 11.1                                   | 13.0                                   | 16.6                                   | 21.6                                   | 27.0                                   | 30.8                                   | 32.3                                   | 32.8                                   | 31.3                                   | 26.9                                   | 19.1                                   | 12.5                                   | 22.9                                   |
| Temp. mín. media (°C)                     | 2.8                                    | 3.3                                    | 5.6                                    | 9.2                                    | 13.0                                   | 17.1                                   | 19.8                                   | 20.1                                   | 17.5                                   | 12.7                                   | 7.0                                    | 3.8                                    | 11                                     |
| Precipitación total (mm)                  | 95.1                                   | 76.5                                   | 56.4                                   | 33.3                                   | 13.0                                   | 2.6                                    | 0.2                                    | 0                                      | 2.4                                    | 21.1                                   | 48.1                                   | 80.7                                   | 429.4                                  |
| Días de precipitaciones (≥ 1 mm)          | 13                                     | 15                                     | 10                                     | 6                                      | 3                                      | 0                                      | 0                                      | 0                                      | 1                                      | 4                                      | 7                                      | 11                                     | 70                                     |
| Fuente: World Meteorological Organization |                                        |                                        |                                        |                                        |                                        |                                        |                                        |                                        |                                        |                                        |                                        |                                        |                                        |

## Educación

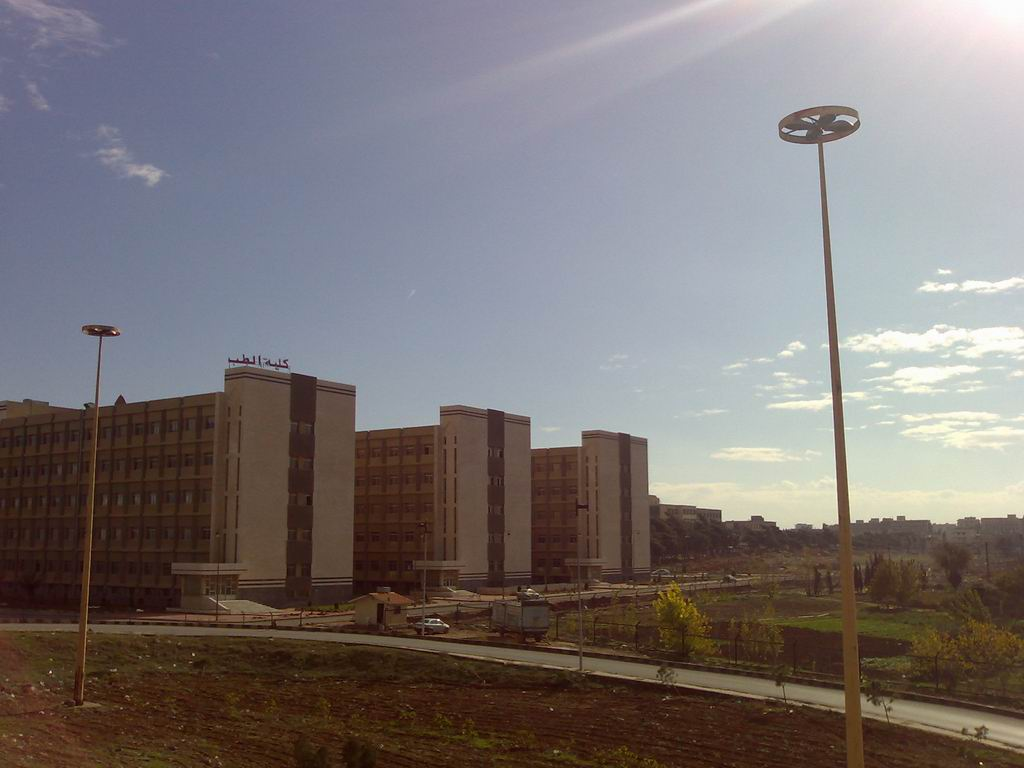
Facultad de Medicina en la Universidad Al-Baath.

Homs alberga la Universidad Al-Baath, una de las cuatro mayores universidades en Siria que fue fundada en 1979. Con la fundación de ingeniería especialista, la universidad tiene uno de los mayores cuerpos estudiantiles. Alberga diversas facultades incluyendo las de medicina, ingeniería, bellas artes, y ciencias y un amplio número de instituciones de carreras de dos años (vocacionales).
Es la única universidad del país que tiene departamentos de ingeniería petrolera y medicina veterinaria.
La universidad alemana en Wadi al-Nasarah abrió en 2004 y está ubicada a 30 kilómetros (18,6 mi) al oeste de la ciudad. En 2005, la Escuela Internacional de Choueifat abrió una escuela a las afueras de la ciudad. La Universidad Al-Ándalus para las Ciencias Médicas fue fundada en 2005 cerca de Homs, y construyó uno de su hospitales universitarios en la ciudad.
Hay 1727 colegios y 15 000 guarderías en la gobernatura de Homs, la mayoría de las cuales son instalaciones públicas. En 2007, 375 000 estudiantes estaban cursando educación elemental (6–15 años), 36 000 en institutos (15–18 años), y en torno a 12 000 en escuelas de formación profesional.

## Cultura

### Cocina
Aunque la gente en Homs suele comer alimentos comunes en toda la cocina levantina, la ciudad es conocida en toda Siria por su propia cocina. Un plato destacado es el batarsh, una especie de baba ganush hecha con yogur y ajo en lugar de tahina. De Homs es también típica una gran variedad de kibbeh mishwiyyeh o "kibbeh a la parrilla", que está compuesto por dos crepes de kibbeh rellenos con carne molida de cordero, cocinados con grasa de cordero y especias varias. Batata mahshi ("papas rellenas") es el plato nativo en Homs y está hecho de patatas baby rellenas con carne molida de cordero, piñones, y melaza de granada. La ciudad se especializa en la cocina con un tipo de harina de okra, conocido como bamya bi-l zayt ("okra con aceite de oliva").

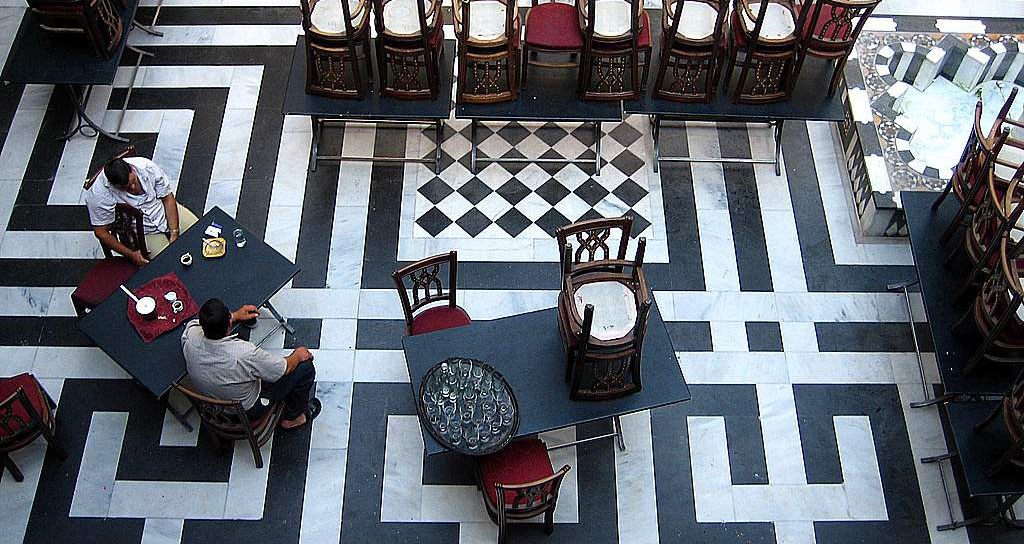
Patio de un restaurante de la ciudad.

Homs tiene una gran variedad de restaurantes, algunos de los más aclamados son los que están dentro del Hotel Safir: Mamma Mia y Mersia. El primero está especializado en cocina italiana, mientras que el segundo sirve comida árabe. Para la población local, los restaurantes populares incluyen el Prince, que funciona como un tipo de restaurante de comida rápida local, sirviendo shawarma de pollo a la parrilla y otros alimentos sirios comunes, así como los jugos hechos en casa. En la Ciudad Vieja, se agrupan restaurantes de bajo coste a lo largo de la calle Shoukri al-Quwatly y venden alimentos tradicionales similares, como el hummus, faláfel, ensaladas variadas (mezze), kebabs y platos de pollo. Restaurantes y cafés suelen ofrecer narguiles y son un lugar común en el que los hombres se reúnen a fumar.
Al igual que en Damasco y Alepo, muchas casas en la ciudad vieja de Homs se han renovado y convertido en restaurantes especializados en cocina levantina. La más notable de ellas es la Beit al-Arbush, situada en un antiguo palacio reformado que data de mediados del siglo XIX de arquitectura árabe, y así como el restaurante Julia Dumna, que ha sido descrito como el mejor ejemplo de las casas tradicionales de Homs, con sus piedras blancas y negras.

### Museos
Hay tres museos principales en Homs, ambos situados en la parte central de la ciudad. Azze Hrawe Palace, un antiguo palacio de la época mameluca pertenecientes a Ali ibn Abi al-Fadl al-Azzhari, un subordinado de Baibars, el sultán mameluco, que es ahora el Museo del Folklore Nacional. Fuera del edificio hay un patio, ocupado en un lado por un liwan en una gran terraza con una semi-cúpula en forma de concha. En la pared de enfrente, hay una escultura de dos leones, símbolo de Baibars. El primer museo construido en la ciudad se encuentra a lo largo de la calle Shoukri al-Quwatly y contiene una selección de objetos de la región de Homs, que abarca el período entre las eras prehistórica e islámica. Y el tercero, Dar Arbush, un antiquísimo palacio anterior a la época mameluca.

## Infraestructura local

### Transportes
Homs es considerada como una base de transportes en Siria, por su ubicación virtualmente centrada entre las ciudades costeras y el interior. La terminal de buses principal es Karnak, situada a lo largo de la Calle Hama, 1,5 kilómetros (0,93 mi) al norte del centro ciudadano, a las afueras. La terminal ofrece conexiones a la mayoría de ciudades sirias y también a Beirut, Líbano. También tiene conexiones internacionales a Líbano, Jordania, Arabia Saudita y Turquía. Una segunda y "lujosa" estación de autobuses se encuentra un poco más al norte. Minibuses operan desde la estación de Karnak con destinos a Tartus, Palmira y Hama en el norte de Siria, así como a Baalbek, Trípoli, y Beirut en el Líbano. Microbuses modernos también tienen su base en Karnak para viajar a Hama y son usados principalmente para desplazamientos rápidos.
Homs tiene una larga estación de ferrocarril, con dos Chemins de Fer Syriens operando a diario salidas a Damasco y Alepo. Los aeropuertos más próximos son el Aeropuerto Internacional Basel al-Ásad en Latakia al oeste, el Aeropuerto Internacional de Damasco al sur, el Aeropuerto Internacional de Aleppo al norte, y el Aeropuerto de Palmyra en el desierto sirio, al este.
La calle Hama empieza en la plaza del antiguo reloj en el centro de la ciudad y cruza Homs de sur a norte, donde continúa junto al barrio al-Khaldiyah en la estación de Karnak, y gira hacia la autovía Homs-Hama-Alepo. La calle Quwatli, bautizada así en honor al antiguo presidente Shukri al-Quwatli, es una calle corta pero fundamental, que conecta la plaza del antiguo reloj y la plaza de Quwatli en el centro de Homs. Se divide en varias calles más pequeñas en su término occidental, una de las cuales es la calle al-Dablan que es la zona comercial principal de la ciudad, y continúa hacia el oeste hasta conectar con la autovía Homs-Trípoli. En la terminación oriental, la calle al-Quwatli continua como calle al-Hamidiyah que cruza la antigua zona cristiana y continúa hasta el final oriental de la ciudad. La autovía Homs-Damasco cruza la ciudad desde el sur, y tiene su final en la plaza de Quwatli.

### Elementos destacados

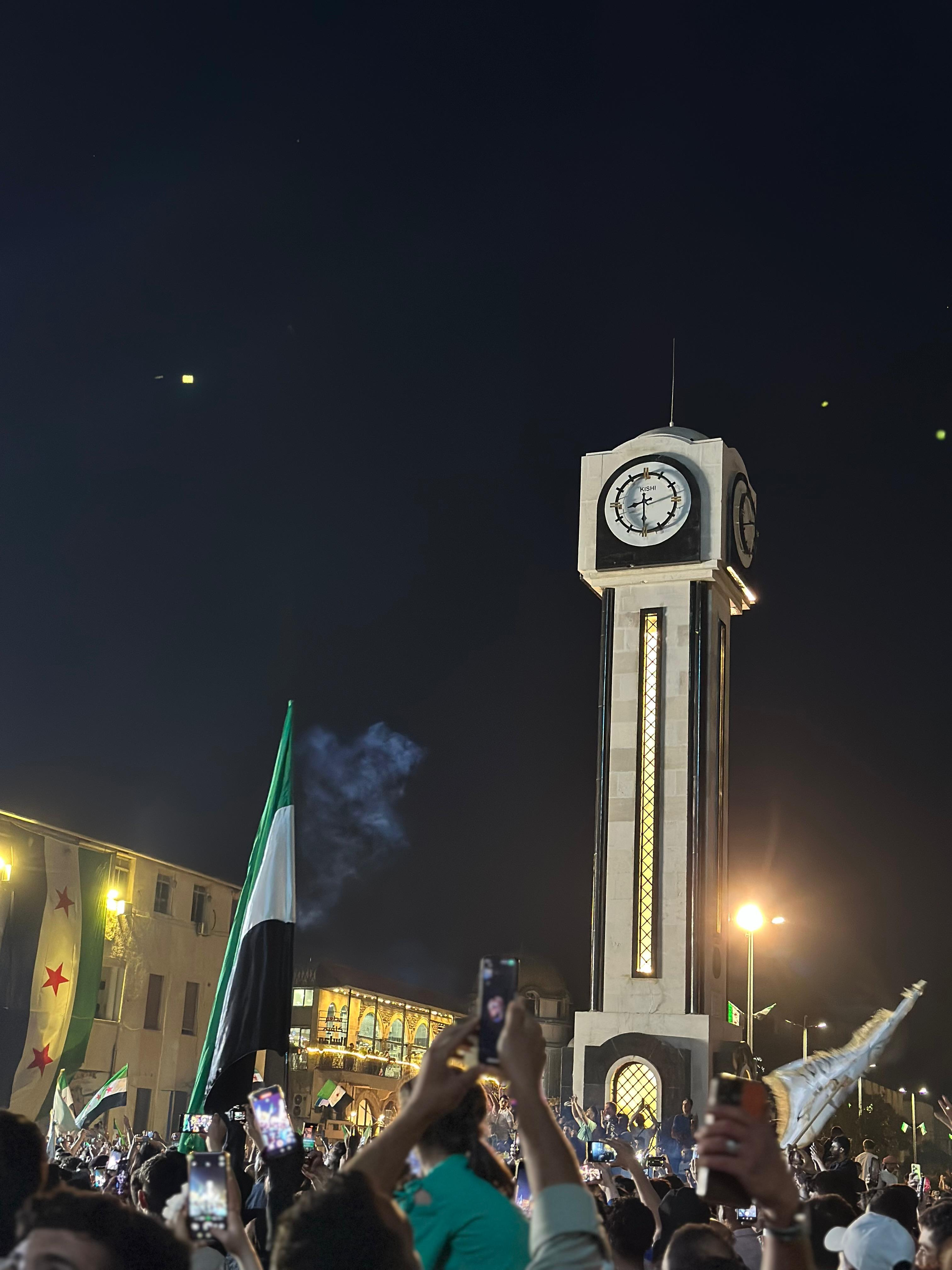
La nueva Torre del Reloj en Homs.

La ciudad es famosa por sí misma, por sus históricas mezquitas e iglesias. Es así mismo fácilmente reconocible por sus dos torres del reloj. La antigua torre, encarada a la calle al-Hamidiya, fue construida por los franceses a comienzos de los treinta, y la nueva torre en la plaza de al-Quwatli está encarada a la calle al-Dablan. Homs es también conocida por sus zocos. Esto comprende un conjunto de calles estrechas y cubiertas de puestos comerciales que se extienden desde el sur y el este desde la Gran Mezquita hacia la ciudad antigua. Los zocos —dotados de tiendas de verduras y ropas, y talleres para carpinteros, artesanos, tapiceros, herreros y afiladores— están llenos de gente por las tardes.
Homs y los terrenos de los alrededores albergan muchos monumentos, incluyendo un emplazamiento patrimonio de la humanidad, el Krak de los Caballeros y la Ciudadela de Saladino. Otros lugares destacados son la Gran Mezquita de al-Nuri. Originalmente un templo pagano dedicado a El-Gabal, fue consagrada como la Iglesia de San Juan Bautista bajo dominio bizantino. Más tarde, fue establecida como una mezquita de Viernes durante la ley Árabe Islámica de Homs. La Mezquita Khalid ibn al-Walid ha sido considerada "el único edificio con un verdadero interés" en Homs y fue construida en los últimos años de ocupación otomana en Siria durante la década de 1900. La mezquita recibe su nombre del general árabe Khalid Ibn Al Walid, cuya tumba está localizada dentro del edificio.
La Iglesia Um al-Zennar ("Iglesia de la Aparición de la Virgen") fue construida en 1852 sobre las bases de una iglesia previa que databa del siglo IV, y quizás del 59 d. C. La otra iglesia destacada en Homs es la Iglesia de San Elián del siglo V, construida en honor del mártir cristiano San Elián, cuya tumba está localizada en la cripta.
La ciudadela de Homs está ubicada en uno de los mayores terrenos con restos históricos de Siria. La investigación arqueológica estuvo detenida hasta hace unos años debido a la ocupación militar de la zona. Los retos datan al menos de la Edad de bronce. Los amplios muros de estilo islámico fueron construidos durante el periodo ayubí y con el sultán mameluco Baibars se llevaron a cabo las restauraciones. Todos estos trabajos están testificados por las inscripciones en la piedra, no obstante, algunas inscripciones se han perdido. En 1994, un equipo conjunto de sirios y británicos estudiaron la ciudadela de Homs, grabando los restos de los muros y torres.

## Deportes

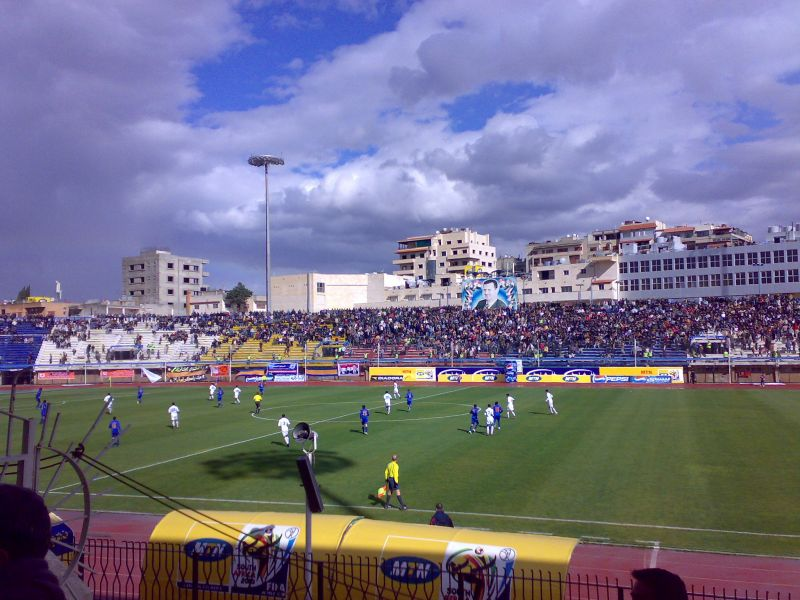
El Estadio Khalid ibn al-Walid, mayor recinto deportivo de la ciudad.

Al igual que en el resto del país el fútbol es muy popular en Homs, que es sede de dos de los más importantes clubes de fútbol a nivel nacional. El Al Karamah FC fue fundado en 1928 y es uno de los más clubes deportivos más antiguos de Siria.  Es ampliamente reconocido a nivel regional y nacional, tras haber ganado ocho títulos de la Liga Premier de Siria y otros tantos de títulos de la Copa de Siria, además dicho equipo fue subcampeón en la Liga de Campeones de la AFC 2006. El segundo club deportivo de la ciudad es el Al-Wathba SC, que fue fundado en 1937. El estadio de ambos equipos es el Khalid ibn al-Walid, que tiene una capacidad para 35 000 espectadores. En esta localidad ha nacido una serie de conocidos deportistas, entre los que se encuentran los futbolistas Firas Al-Khatib y Jehad Al-Hussain.

## Ciudades hermanadas
- Belo Horizonte, Brasil.[85]
- Kayseri, Turquía.
- Yazd, Irán.[86]